# Dein goldenes Haar, Margarete
Dein goldenes Haar, Margarete wurde 1980 von dem deutschen Künstler Anselm Kiefer gemalt. Das Gemälde befindet sich im Metropolitan Museum of Art (New York). Dein goldenes Haar, Margarete mit dem Format 29,8 cm × 40 cm ist auf Papier mit Aquarell, Gouache und Acryl gemalt. Es zeigt Weizengarben, die im Wind schwingen. Um die Garben gibt es jedoch viel Rauch. Das Gemälde basiert auf dem Gedicht Todesfuge von Paul Celan. Das Gedicht handelt von der Grausamkeit in den Konzentrationslagern der Nazis. Kiefers malerische Interpretation des Gedichts thematisiert das Nachdenken über den Holocaust sowie die Geschichte Deutschlands im 20. Jahrhundert. Die zwei Hauptfrauen im Gedicht, Margarete und Sulamith, sind auch im Gemälde symbolisiert: Margarete durch die goldenen Weizengarben, Sulamith durch den schwarzen Rauch. Die Frauen sind miteinander verflochten wie die Weizengarben und der Rauch.

## Geschichte und Rezeption
Dein Goldenes Haar, Margarete wurde zehn Jahre nach Kiefers Fotoserie Besetzungen gemalt. Durch diese Fotoserie war Kiefers Tendenz, sich auf Deutschlands Geschichte zu beziehen, bereits deutlich.
Zu der Zeit, als er Dein Goldenes Haar, Margarete gemalt hat, war Anselm Kiefer durch Europa, die USA und den Nahen Osten gereist. Während des Reisens konzentrierte er sich mehr auf Themen wie Religion und Gesellschaft und ihre Beziehung zu Mythologie und Kunst. Bei seinen Reisen nach Israel fokussierte er genauer auf das Judentum und dessen Lehren und Geschichten. Dabei stieß er auf die Geschichte von Margarete und Sulamith in Paul Celans Todesfuge. Diese Geschichten inspirierten ihn dazu, eine Serie zu malen, die auf Margarete und Sulamith basierte. Dein goldenes Haar, Margarete, ist eines der Bilder aus dieser Serie.
Während die Reaktion auf Kiefers Werke im Ausland relativ positiv war, war sie in Deutschland zuerst negativ. Deutsche Kritiker glaubten, Kiefer wäre zu stark an der Geschichte des Holocaust interessiert, Nazismus und Faschismus, und hielten ihn für einen Neonazi, weil er das deutsche Tabu der Diskussion und Auseinandersetzung mit diesen Themen abschaffen wollte. Natürlich betrifft das auch Dein Goldenes Haar, Margarete, mit seinen Bezügen auf die sogenannte arische Frau Margarete und die jüdische Frau Sulamith. Als ein Werk, das Themen, die Deutschland noch nicht fertig zu diskutieren war, referenziert, führt bekanntlich Kontroversen ein.
In den Jahren vor der Entstehung des Gemäldes gab es ein paar politische Entwicklungen in Bezug auf die Ost-West-Trennung und die historische Aussöhnung. 1972 wurde der Grundlagenvertrag zwischen BRD und DDR unterzeichnet, in dem beide deutsche Staaten einander als getrennte Teile Deutschlands anerkannten. Außerdem gab es eine Fernsehserie, Holocaust (1978), die sich mit den Gräueltaten und dem Völkermord während des Holocaust befasste und sogar ein Programm hatte, in dem Historiker die Fragen der Zuschauer beantworten würden. Jedoch haben die meisten Menschen sich immer noch nicht mit der deutschen Vergangenheit konfrontiert. Die meisten Menschen nannte Holocaust als „unwahr“ und „anstößig“. Menschen in Deutschland gefielen Kiefers Kunstwerk möglicherweise nicht, ist denn das größte Kunstwerk von Kiefer mit Wiedervereinigung und Aussöhnung mit der deutschen Geschichte zusammenhängt.

## Beschreibung
Kiefer benutzte hauptsächlich Aquarelle für das Bild, in dem es auch viele Elemente der Natur zu sehen gibt. Obwohl es sehr helle Farben wie Gelb und Blau gibt, sieht das ganze Bild verschwommen aus. Im Hintergrund ist der klare, blaue Himmel zu sehen. Im Vordergrund gibt es auch schwarzen Rauch und Weizengarben, die im Wind wehen. In der Mitte kann man eine Schrift lesen und diese Schrift stammt aus dem Gedicht Todesfuge von Paul Celan. Diese schwarze Schrift ist kursiv geschrieben und liegt knapp über den Weizengarben.
Die Schrift lautet „Dein goldenes Haar, Margarete“, eine Zeile, die fünfmal in Todesfuge geschrieben steht. Sie schwebt über den Weizengarben, die das Hauptelement des Gemäldes zu sein scheinen. Sie sind in der Mitte des Bildes und sie beziehen sich auf das Haar von Margarete, wie in der Schrift. Einige Weizengarben sind hellgold und gelb, obwohl andere grau sind. Einige sind auch neu und aufrecht, während noch andere alt und verwelkt sind. Die neuen und gelben Weizengarben könnten Margaretes Haar symbolisieren und die alten und grauen Weizengarben könnten Sulamites Haar symbolisieren. Es könnte die deutsche Landliebe darstellen.
Der Rauch ist eines der Hauptelemente von Dein goldenes Haar, Margarete. Der graue Rauch schwebt über den Weizengarben und auf der rechten Seite und der eher schwarze Rauch ist auf der rechten Seite konzentriert. Der Rauch scheint sich um das einzige noch stehende Weizengarbe zu konzentrieren. Alle anderen Weizengarben sind gebogen vom Wind oder sie sind grau und welken. Es bezieht sich auch auf das Gedicht Todesfuge. Der Rauch könnte Sulamiths Haar oder der Rauch von den Konzentrationslagern symbolisieren, wie im Gedicht. Es könnte auch die gesamte Geschichte des Holocaust symbolisieren, der über Deutschland hinweg fegt (Die Weizengarben symbolisieren Deutschland).

## Interpretation
Das Gemälde enthält wenige Elemente, aber sie beziehen sich viel auf Themen, die für Kiefer wichtig sind: die deutsche Geschichte und Mythologie und moderne Kunstwerke darüber. Besonders zu dieser Zeit erkannten wenige Menschen die tragische Geschichte des Holocausts. In diesem Gemälde sind die Hauptelemente die Weizengarben, der Rauch und der blaue Himmel.
Das Gemälde ist eines der vielen von Kiefer, die hauptsächlich von Paul Celans Gedicht Todesfuge (1948) inspiriert waren. Das Gedicht handelt von Celans Reaktion auf die Grausamkeit des Holocausts und es wurde publiziert, nachdem Celan aus einem Arbeitslager freigelassen wurde.
Die Weizengarben im Vordergrund symbolisieren die zwei Frauen, die in Todesfuge vorgestellt werden. Die Schrift in der Mitte des Gemäldes ist tatsächlich ein Zitat aus dem Gedicht und erklärt eine Interpretation des Werks, in dem die gelben Weizengarben die deutsche Frau von Goethes Faust Margarete, und die grauen Weizengarben die jüdische Frau von Todesfuge Sulamith darstellen. Während die gelben Weizengarben gesund sind und Margarete jung und unschuldig ist, sind die grauen ungesund und Sulamith ist ein Opfer des Holocausts.
Der Rauch auf der rechten Seite symbolisiert das Konzentrationslager und seine Wirkung, die sie heutzutage erzeugen, und ist auch ein Bezug auf Celans Gedicht. Der Sprecher des Gedichts erwähnt den „Rauch in die Luft“, der aus dem Konzentrationslager steigt, und Kiefer stellt diesen Rauch dar. Seine Stellung und die Richtung der Luft symbolisieren zusammen den Lauf der Zeit. Der Rauch tötet schon die grauen Weizengarben in der Mitte, aber er verfolgt noch die Gegenwart, weil die Deutschen ihre Geschichte nicht diskutieren wollen.
Insgesamt benutzte Kiefer das Gedicht und seine Figuren, um die deutsche Geschichte im 20. Jahrhundert zu konfrontieren. Er stellte Margarete und Sulamith durch die Weizengarben und Rauch dar und er erzählte ihre tragische Geschichte durch sein Gemälde.